# گلن کاربن (ایلینوی)
گلن کاربن (به انگلیسی: Glen Carbon) یک روستا در ایالات متحده آمریکا است که در ایلینوی واقع شده‌است. گلن کاربن ۲۶٫۴۹ کیلومتر مربع مساحت و ۱۲٬۹۳۴ نفر جمعیت دارد.